# Ulrike Bumke
Ulrike Bumke (* 11. Februar 1958 in Heidelberg; † 20. Februar 2016) war eine deutsche Juristin. Sie war von 2007 bis zu ihrem Tod Richterin am Bundesverwaltungsgericht.

## Leben und Wirken
Bumke verbrachte einen Teil ihrer Kindheit mit ihren Eltern in Amerika, später in Berlin und Nordrhein-Westfalen. Sie studierte Rechtswissenschaften in Köln und München. Nach Abschluss ihrer juristischen Ausbildung trat sie 1986 in den Dienst der bayerischen Verwaltung ein und war zunächst bei der Regierung von Oberbayern, später im Bayerischen Staatsministerium des Inneren eingesetzt. Von 1989 bis 1995 war sie als Wissenschaftliche Mitarbeiterin an der Ludwig-Maximilians-Universität München tätig. 1994 wurde sie dort mit der Dissertation Die öffentliche Aufgabe der Landesmedienanstalten. Verfassungs- und organisationsrechtliche Überlegungen zur Rechtsstellung einer verselbständigten Verwaltungseinheit promoviert. 1995 trat Bumke in den Justizdienst des Landes Berlin ein und war dem Verwaltungsgericht Berlin zugewiesen. Von 1996 bis 1999 erfolgte ihre Abordnung als wissenschaftliche Mitarbeiterin an das Bundesverfassungsgericht und 2003 an das Oberverwaltungsgericht Berlin. 2004 wurde Bumke zur Richterin am Oberverwaltungsgericht ernannt.
Im Juli 2007 erfolgte Bumkes Ernennung zur Richterin am Bundesverwaltungsgericht. Hier gehörte sie dem 4. Revisionssenat an, der vor allem für das Bau- und Bodenrecht, das Recht der Raumordnung, das Recht des Ausbaues von Energieleitungen und das Recht der Anlegung und des Betriebes von Flugplätzen zuständig ist.